# パウズ
パウズ（Paws）は、メジャーリーグベースボール（MLB）のアメリカンリーグに属するデトロイト・タイガースの球団マスコット。

## 解説
パウズはタイガー・スタジアム本拠地時代の1995年5月5日にデビューした。キャラクターデザインはワーナー・ブラザース・ファミリーエンターテインメントで、球団名の通りベンガルトラがモチーフとされている。名前の"paw"とはイヌやネコのような四足動物の食肉目に見られる鋭い爪を持った足のことで、生物学上はネコ科ヒョウ属に分類されるトラもこの特徴を有している。
帽子とシャツ、スパイクを着用しているがズボンは穿いていない。背番号は不定で、シーズンごとにその年の西暦の下2ケタ（例：2020年なら「20」）を使用するが該当のナンバーがタイガースの永久欠番（1, 2, 3, 5, 6, 11, 16, 23, 42, 47）と重複する年の場合は「00」が割り当てられた。
本拠地のコメリカ・パーク内外でのファンとの交流はもとより、デトロイト都市圏で開かれる各種イベントへの出張依頼にも対応している。

## プロフィール

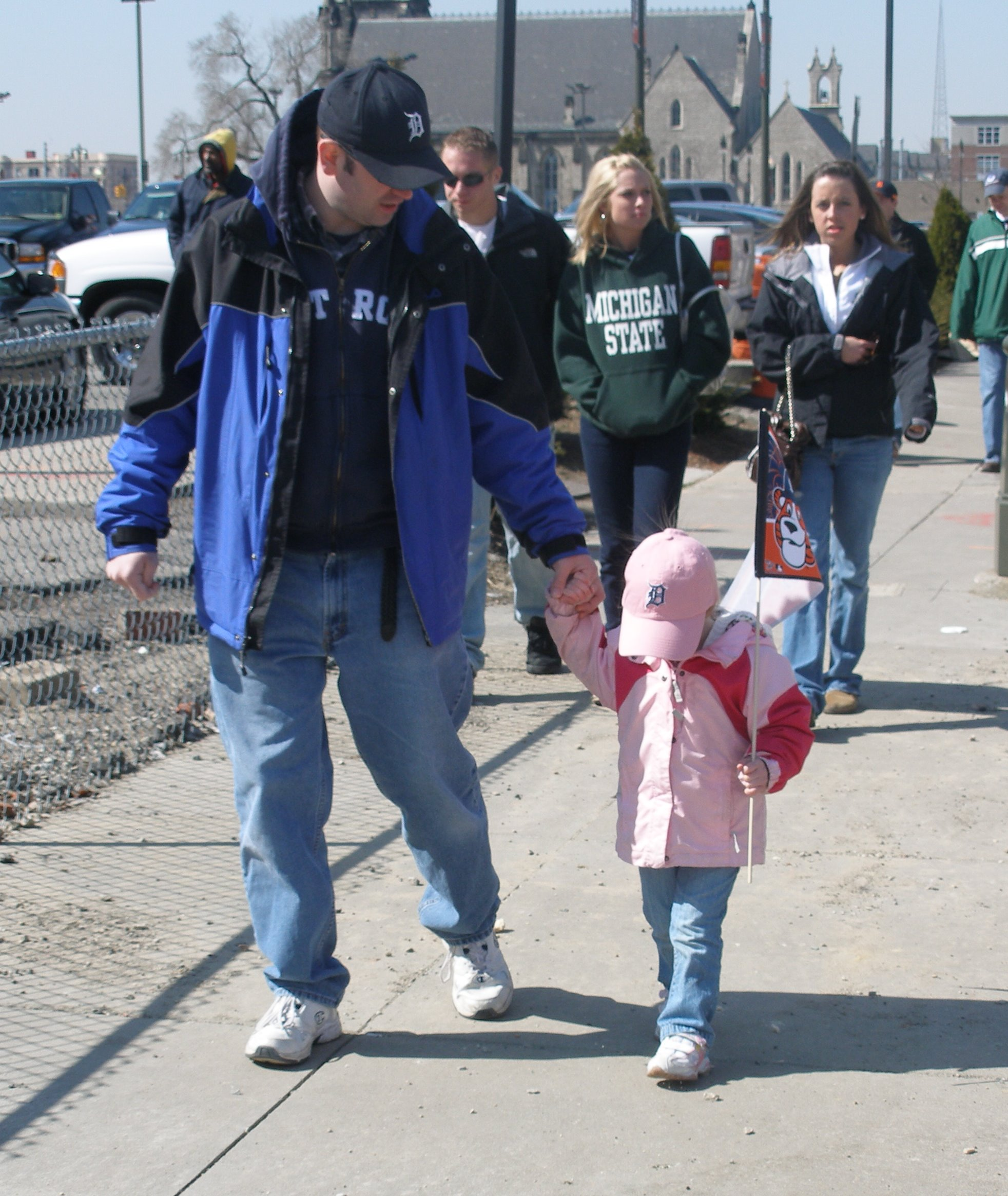
タイガースの本拠地コメリカ・パークへ向かう親子連れ。子供が手にした応援旗にパウズが描かれている。

タイガースの公式サイトに掲載されているプロフィールは以下の通り。
- 身長：縞20本分
- 体重：不明（虎を体重計に乗せたことがありますか？）
- 靴のサイズ：22
- 出身地：ミシガン州デトロイト
- 誕生日：5月5日
- 打撃：自信無し
- 投球：ファンにTシャツを投げるのは得意
- 背番号：あなたの計画上は00番、でもあなたの心の中では1番
- 好きな色：ネイビーとオレンジ色の縞
- 好きな観光地：フロリダ州レイクランド（タイガースの春季キャンプ地）
- 好きな楽曲：Eye of the Tiger、Take Me Out to the Ball Game
- 好きな番組：タイガース戦中継、アニマルプラネット
- 好きな映画：フィールド・オブ・ドリームス
- 好きな食べ物：リトルシーザーズ（英語版）のピザ
- 愛読書：ケイシー打席に立つ
- 趣味：読書、運動、ウィッフルボール、DTEエナジースカッド（球団公式チアリーディングチーム）とダグアウトで踊ること、タイガースの応援。
- 嫌いなもの：水（特に雨天中止）、オハイオ州（ミシガン州とオハイオ州は18世紀末のトレド戦争以来、互いに激しい対抗意識を持っている）